# Drapeaux musulmans
 (novembre 2019).
Cet article recense les drapeaux de pays et d'organisations musulmanes qui font explicitement référence à leur culture musulmane, ou qui utilisent dans leur drapeau des couleurs ou symboles faisant référence à l'islam. 
Bien que l’islam, du temps du Mahomet, n’ait été symbolisé par aucune couleur ni emblème, le vert est habituellement associé à l'islam ainsi que le croissant et l’étoile.

### La Chahada

Ancien drapeau de l'Afghanistan
Drapeau de l'Arabie saoudite
Drapeau du Somaliland

### Le Takbir

Ancien drapeau de l’Afghanistan
Drapeau de l'Irak.
Drapeau de l'Iran.

### Autres références

Drapeau du Brunei

### Le noir et le blanc

Al-Raya pour l'engagement des hostilités
Al-Liwa pour les manœuvres militaires
Al-Raya avec la Chahada
Al-Liwa avec la Chahada

### Le vert

Drapeau de l'Algérie
Drapeau de l'Arabie saoudite
Drapeau de la Mauritanie
Drapeau du Pakistan

Ancien Drapeau de l’Afghanistan
Drapeau de l’Iran
Drapeau du Sri Lanka

### Couleurs panarabes

Drapeau du Yemen
Drapeau de l'Égypte
Drapeau de la Syrie
Drapeau de l'Irak
Drapeau du Soudan
Drapeau de la Palestine
Drapeau de la Jordanie
Drapeau des Émirats arabes unis
Drapeau du Koweït
Drapeau de la Libye
Drapeau de la république arabe sahraouie démocratique

## Le croissant et l'étoile

Drapeau de l'Empire ottoman

### Utilisation des deux symboles

Drapeau de l'Algérie
Drapeau de l'Azerbaïdjan
Drapeau de la république turque de Chypre du Nord
Drapeau des îles Cocos
Drapeau des Comores
Drapeau de la Libye
Drapeau de la Malaisie
Drapeau de la Mauritanie
Drapeau de l'Ouzbékistan
Drapeau du Pakistan
Drapeau du Turkménistan
Drapeau de la Tunisie
Drapeau de la Turquie
Drapeau de la République arabe sahraouie démocratique

Drapeau de Singapour

### Utilisation du croissant seul

Drapeau du Brunei
Drapeau des Maldives
Drapeau de la Ligue arabe

### Utilisation de l'étoile seule

Drapeau du Maroc
Drapeau du Sénégal
Drapeau de la Jordanie
Drapeau du Djibouti
Drapeau de la Somalie

### Calligraphie de chahada ou takbir

Drapeau du Hamas (chahada)
Drapeau des indépendantistes du Waziristan (takbir)

### Drapeaux noirs et blancs

Drapeau d'Al-Shabbaab et de l'État islamique
Drapeau de certains groupes talibans
Drapeau des Jihadistes caucasiens
Drapeau de l'ahmadisme

### Croissant et étoile

Drapeau du Front Moro de libération nationale
Drapeau des indépendantistes ouïghours
Drapeau de la Nation of Islam
Drapeau des indépendantistes Tatars